# 프셰미실

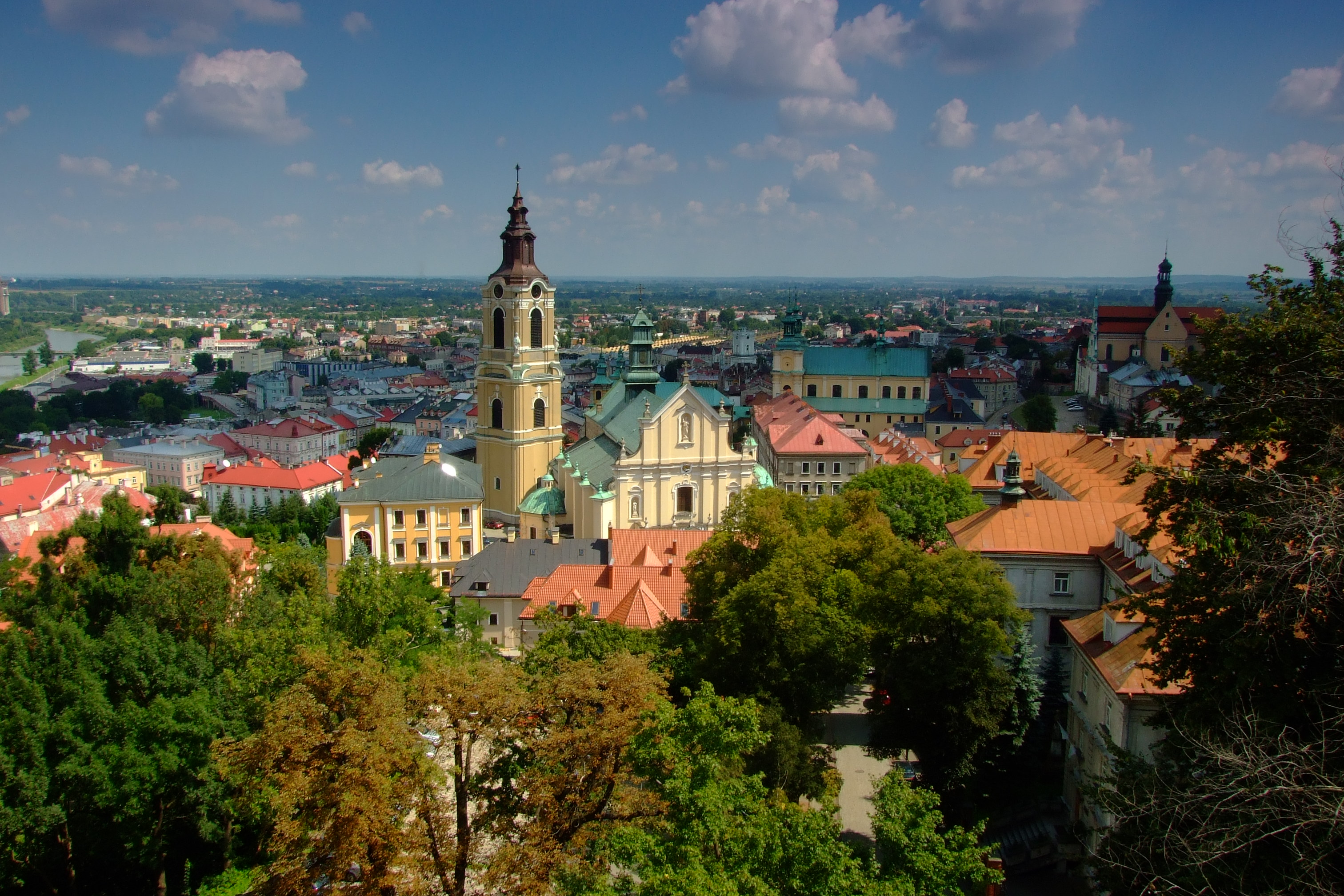
프셰미실 성당

프셰미실(폴란드어: Przemyśl['pʂεmɨɕl], 우크라이나어: Перемишль 페레미실[*])은 폴란드 포트카르파츠키에주의 도시이다.

시기
시 문장

## 역사
르네상스 때 무역의 중심지로 성장했다. 17세기 중반 전쟁이 연속된 ‘대홍수 시대’와 폴란드-리투아니아 연합의 몰락으로 도시는 다시 기울었지만, 18세기에 회복되었다.
1772년 폴란드 분할로 프셰미실은 오스트리아 제국의 영토가 되었다. 19세기에는 오스트리아와 러시아 사이의 마찰로 러시아 국경에 가까운 프셰미실은 전략적 요충지가 되었다. 크림 전쟁 동안 도시는 둘레 15 km의 성벽으로 둘러싸인 요새가 되었다. 무기의 발달로 성벽이 쓸모없어지면서 프셰미실에는 1888년부터 1914년까지 요새가 세워졌는데 이는 그당시 세워진 200여개의 요새 가운데 세 번째로 큰 것이었다.
제1차 세계 대전 때 프셰미실 요새는 30만명의 러시아 군대가 카르파티아산맥으로 가는 것을 막았지만, 1915년 러시아 군에게 점령되었다.
제1차 세계 대전이 끝난 뒤 프셰미실은 폴란드와 서우크라이나 인민공화국 사이의 분쟁 지역이 되었다. 1918년 11월 1일 도시의 폴란드인·유대인·우크라이나인을 대변하는 임시 정부가 세워졌지만, 11월 3일 우크라이나가 이를 전복시키고 도시의 동쪽 지역을 점령했다. 산강을 사이에 두고 폴란드와 우크라이나의 대치가 계속되다 11월 12일 폴란드군이 우크라이나군을 도시에서 몰아냈다.
제2차 세계 대전 독일과 소비에트 연방이 폴란드를 침공한 뒤 두 나라는 산강을 사이에 두고 프셰미실을 점령했다. 1941년 독일이 소비에트 연방을 공격해 도시의 동쪽 부분까지 점령했다. 난민을 포함해 22000여명의 유대인이 도시 안에 게토를 이루었다. 그러나 이 유대인들은 1943년까지 아우슈비츠나 베우제크로 강제 이주당했다.
1944년 7월 27일 붉은 군대가 독일군을 몰아낸 이후 프셰미실에서 불과 수 km 동쪽으로 폴란드와 소비에트 연방의 국경이 그어졌다. 지금은 독립한 우크라이나가 자리잡고 있다.

## 기후
| Przemyśl의 기후          | Przemyśl의 기후 | Przemyśl의 기후 | Przemyśl의 기후 | Przemyśl의 기후 | Przemyśl의 기후 | Przemyśl의 기후 | Przemyśl의 기후 | Przemyśl의 기후 | Przemyśl의 기후 | Przemyśl의 기후 | Przemyśl의 기후 | Przemyśl의 기후 | Przemyśl의 기후 |
| 월                       | 1월             | 2월             | 3월             | 4월             | 5월             | 6월             | 7월             | 8월             | 9월             | 10월            | 11월            | 12월            | 연간            |
| ------------------------ | --------------- | --------------- | --------------- | --------------- | --------------- | --------------- | --------------- | --------------- | --------------- | --------------- | --------------- | --------------- | --------------- |
| 역대 최고 기온 °C (°F)   | 14 (57)         | 15 (59)         | 24 (75)         | 31 (88)         | 31 (88)         | 34 (93)         | 37 (99)         | 37 (99)         | 37 (99)         | 30 (86)         | 20 (68)         | 16 (61)         | 37 (99)         |
| 일평균 최고 기온 °C (°F) | 0 (32)          | 1 (34)          | 6 (43)          | 13 (55)         | 19 (66)         | 23 (73)         | 24 (75)         | 23 (73)         | 19 (66)         | 14 (57)         | 6 (43)          | 3 (37)          | 12.6 (54.7)     |
| 일평균 최저 기온 °C (°F) | −7 (19)         | −6 (21)         | −2 (28)         | 3 (37)          | 8 (46)          | 12 (54)         | 14 (57)         | 13 (55)         | 9 (48)          | 5 (41)          | 1 (34)          | −2 (28)         | 4 (39)          |
| 역대 최저 기온 °C (°F)   | −37 (−35)       | −27 (−17)       | −25 (−13)       | −11 (12)        | −2 (28)         | 2 (36)          | 6 (43)          | 3 (37)          | 0 (32)          | −7 (19)         | −16 (3)         | −17 (1)         | −37 (−35)       |
| 평균 강수량 mm (인치)    | 27 (1.1)        | 24 (0.9)        | 25 (1.0)        | 43 (1.7)        | 57 (2.2)        | 88 (3.5)        | 105 (4.1)       | 93 (3.7)        | 58 (2.3)        | 50 (2.0)        | 43 (1.7)        | 43 (1.7)        | 656 (25.8)      |
| 출처: BBC Weather        |                 |                 |                 |                 |                 |                 |                 |                 |                 |                 |                 |                 |                 |